# Dadakot
Dadakot (en népalais : डाडाकोट) est un comité de développement villageois du Népal situé dans le district de Darchula. Au recensement de 2011, il comptait 1 907 habitants.